# Kabinett von Fieandt
Das Kabinett von Fieandt war das 42. Regierungskabinett in der Geschichte Finnlands. Es amtierte vom 29. November 1957 bis zum 26. April 1958 (149 Tage).
Die Regierung war eine Übergangsregierung, die bis zu den nächsten Parlamentswahlen im Amt bleiben sollte. Allerdings folgte bis dahin noch mit der Regierung Kuuskoski eine weitere Übergangsregierung. Von Fieandt hatte im Parlament eine Niederlage bei der Abstimmung über die Erhöhung der Brotpreise erlitten und war daraufhin zurückgetreten.

## Minister
| Amt                                             | Name                                                                                                | Partei  |
| ----------------------------------------------- | --------------------------------------------------------------------------------------------------- | ------- |
| Ministerpräsident                               | Rainer von Fieandt                                                                                  | neutral |
| Außenminister                                   | Paavo Hynninen                                                                                      | neutral |
| Justizminister                                  | Kurt Kaira                                                                                          | neutral |
| Innenminister                                   | Urho Kiukas                                                                                         | neutral |
| Verteidigungsminister                           | Kalle Lehmus                                                                                        | neutral |
| Finanzminister                                  | Lauri Hietanen                                                                                      | neutral |
| Stellvertr. Finanzminister                      | Ahti Karjalainen                                                                                    | neutral |
| Bildungsminister                                | Reino Oittinen                                                                                      | neutral |
| Landwirtschaftsminister                         | Hans Perttula                                                                                       | neutral |
| Verkehrs- und Infrastrukturminister             | 29. November 1957 – 28. Februar 1958 Aku Sumu 28. Februar 1958 – 26. April 1958 Paavo Kastari       | neutral |
| Stellvertr. Verkehrs- und Infrastrukturminister | 29. November 1957 – 28. Februar 1958 Paavo Kastari 28. Februar 1958 – 26. April 1958 Erkki Lindfors | neutral |
| Handels- und Industrieminister                  | Lauri Kivekäs                                                                                       | neutral |
| Sozialminister                                  | Heikki Waris                                                                                        | neutral |
| Stellvertr. Sozialminister                      | 30. Dezember 1957 – 26. April 1958 Erkki Lindfors                                                   | neutral |